# Polionota magnipennis
Polionota magnipennis är en tvåvingeart som beskrevs av Friedrich Georg Hendel 1914. Polionota magnipennis ingår i släktet Polionota och familjen borrflugor. Inga underarter finns listade i Catalogue of Life.